# الدمينة (السبرة)

تعديل مصدري - تعديل

الدمينة هي إحدى قرى عزلة عينان بمديرية السبرة التابعة لمحافظة إب، بلغ تعداد سكانها 646 نسمة حسب تعداد اليمن لعام 2004.